# 中央军委机关事务管理总局财务结算中心
中央军委机关事务管理总局财务结算中心，位于北京市，是中央军委机关事务管理总局下属单位，负责中央军委机关及有关直属、附属单位的财务结算工作。

## 沿革
在深化国防和军队改革中，2016年1月组建中央军委机关事务管理总局。中央军委机关事务管理总局新设中央军委机关事务管理总局财务结算中心。自2016年4月1日起，中央军委机关事务管理总局财务结算中心以及其派出的区域财务保障组，正式开始对中央军委机关及有关直属、附属单位财务事项实行归口管理、直接保障。